# Mykola Sjtjors
 Der er for få eller ingen kildehenvisninger i denne artikel, hvilket er et problem. Du kan hjælpe ved at angive troværdige kilder til de påstande, som fremføres i artiklen.

Mykola Oleksandrovitj Sjtjors (ukrainsk: Микола Олександрович Щорс, russisk: Николай Александрович Щорс Nikolaj Aleksandrovitj Sjtjors, 
født 6. juni 1895 i Snovsk, Tjernihiv Guvernement i det daværende Russiske Kejserrige, død 30. august 1919 i Biloshytsya, Volyn i Ukraine) var en ukrainsk kommunist og kommandør i Den Røde Hær under den Russiske Borgerkrig. Han er kendt for at have ledet bolsjevikstyrker i kamp mod tyske og ukrainske nationalistiske tropper i Ukraine. Hans karriere inkluderede tjeneste i Første Verdenskrig og fremtrædende deltagelse i den Russiske Borgerkrig. 

## Opvækst
Sjtjors blev født i landsbyen Snovsk som det første barn i en kulak-familie. Hans far, Aleksandr Nikolajevitj, der var jernbaneingeniør ifølge den sovjetiske folketælling, kom til landsbyen fra Stoŭbtsy i søgen efter et bedre liv. I Snovsk byggede han et hus til sig og sin kone. Udover Nikolaj fik familien yderligere fire børn: Konstantin (1896–1979), Akulina (1898–1937), Jekaterina (1900–1985) og Olga (1900–1985). I 1905 begyndte Nikolaj i kirkeskolen. Året efter, i 1906, døde hans mor, Aleksandra Mikhailovna Tabeltjuk, i barselsseng. Nikolajs far giftede sig igen med Maria Konstantinova Podbelo. Parret fik fem børn: Grigorij, Zinaida, Boris, Raisa og Lidia. I 1909 afsluttede Nikolaj Sjtjors sin uddannelse i kirkeskolen.

## Første Verdenskrig
I 1910 begyndte Sjtjors på militærakademiet i Kiev, grundlagt i 1833 og betragtet som et af de bedste i landet. Akademiets elever var hovedsageligt børn af pensionerede soldater. Et statsligt stipendium garanterede gratis indskrivning i bytte for frivillig tjeneste i hæren. Sjtjors afsluttede sin uddannelse i 1914 som uddannet lægeassistent og blev overført til Militærdistriktet Vilna. I september 1914, da Kejserriget Rusland blev draget ind i første verdenskrig, blev Sjtjors sendt til frontlinjen som en del af den tredje artilleridivision nær Vilnius. Han blev såret og evakueret for at komme sig.
Da han havde genoprettet sig i 1916, begyndte den dengang 21-årige Sjtjors på en fire måneders lang officerstræning ved militærskolen i Poltava. Da han afsluttede sin uddannelse i maj 1916, blev Sjtjors sendt som officer til Simbirsk. For sin tapperhed blev Sjtjors snart forfremmet til løjtnant. På dette tidspunkt blev han diagnosticeret med tuberkulose.

## Revolutionen
Da han var kommet sig, den 30. december 1917, blev Sjtjors fritaget fra militærtjeneste på grund af sine helbredsproblemer, og i begyndelsen af 1918 vendte han tilbage til Snovsk. I januar 1918 startede den Russiske SFSR krig mod den Den ukrainske folkerepublik, da de anså sidstnævnte for at have saboterede Den Røde Hærs manøvrer. Inden for tre uger havde De Røde Garder okkuperet store dele af Ukraine. Lige før parlamentsvalgene nåede Den Røde Hær Kiev. Den Den ukrainske folkerepublik modtog nu støtte fra Centralmagterne, som ønskede at ødelægge den russiske revolution.
På dette tidspunkt mødte Sjtjors formanden for Tjekaen i området, Fruma Khajkina. Parret blev gift i efteråret 1918. Sjtjors blev indrulleret i det russiske kommunistparti, RKP (b), og i november 1918 blev han militær leder af de sovjetiske styrker, som erobrede byerne Tjernigiv og Kijev fra den Ukrainske Folkerepublik. I februar 1919 blev Mykola Sjtjors udpeget som borgmester for Kiev. Mellem 6. marts og 15. august 1919 ledte Sjtjors igen den sovjetiske division i Ukraine og lykkedes med at overtage kontrollen over Zjytomyr, Vinnytsja og Zjmerynka. Sommeren 1919 indledte den polske hær en stor offensiv. Sjtjors forsøgte at holde linjen, men blev tvunget til at trække sig tilbage mod øst af den veluddannede og veludrustede polske hær. Imidlertid blev han efter yderligere militær succes i Ukraine tilsyneladende dræbt under mærkelige omstændigheder i august 1919. Ifølge den officielle fortælling blev Sjtjors dræbt under uklare omstændigheder nær Bilosjytsi i Zjytomyr oblast den 30. august 1919. Senere undersøgelser viser dog, at det ser ud til, at Sjtjors blev myrdet af en politisk kommissær i den tolvte division nær Korosten efter en beslutning fra det Revolutionære Militære Råd. Hans grav findes i den russiske storby Samara, cirka 1000 km øst for Moskva. Efter hans død blev Sjtjors' liv og bidrag til historien genstand for flere forskellige fortolkninger og vurderinger.

## Eftermæle
Sjtjors er en kontroversiel figur i nyere ukrainsk historie; nogle ser ham som en helt, mens andre betragter ham som et symbol på sovjetisk undertrykkelse. Hans liv og karriere er blevet fremstillet i sovjetisk kunst, herunder en populær sovjetisk film fra 1939 med titlen Sjtjors. I 1954 blev der opført et monument i Kijev som en hyldest til ham. Dette monument blev senere fjernet, hvilket reflekterer de skiftende holdninger til Sovjettiden og dens aktører i Ukraine. Blandt byerne i Korjukivka rajon findes Snovsk, der i 1935 blev omdøbt til ære for Mykola Sjtjors, eftersom han var født i denne by. Byen fik sit gamle navn tilbage i 2016, i medfør af en ukrainsk lov om forbud mod navne af kommunistisk oprindelse.
Sjtjors hustru tog det revolutionære dæknavn var Rostova, efter heltinden i bogen "Krig og Fred", Natasja Rostova. Deres datter giftede sig med den kendte sovjetiske fysiker Isaak Khjalatnikov.